# المؤتمر الوطني الفرنسي 1792–1795
أثناء الثورة الفرنسية، قام المؤتمر الوطني بتشكيل الجمعية الدستورية والتشريعية في فرنسا وانعقدت من 20 سبتمبر 1792 إلى 26 أكتوبر 1795 (الرابع من شهر برومير في العام الرابع في التقويم الجمهوري الفرنسي الذي اعتمده المؤتمر). وقد تولى السلطة التنفيذية في فرنسا خلال السنوات الأولى من الجمهورية الفرنسية الأولى. وضم المؤتمر الأصلي من بين أعضائه البارزين Maximilien Robespierre من نادي اليعاقبة وJean-Paul Marat (المنتسب إلى اليعاقبة على الرغم من أنه لم يكن أبدًا عضوًا رسميًا) وGeorges Danton من Cordeliers. من 1793 إلى 1794, كانت السلطة التنفيذية بحكم الأمر الواقع في يد لجنة السلامة العامة التابعة للمؤتمر.
خلف المؤتمر الإدارة التنفيذية التي بدأت في الثاني من نوفمبر عام 1795. لم تستخدم فرنسا مجددًا مؤتمرًا دستوريًا منتخبًا لصياغة دساتيرها، شأنها شأن بقية أوروبا، بل اعتمدت على الأجهزة التنفيذية أو التشريعية في صياغة دساتيرها المتعاقبة قبل أن تقوم في العادة (لكن ليس دائما) بطرحها على جمهور الناخبين للموافقة عليها في استفتاءات.

## التشكيل
أثناء الانتفاضة التي وقعت في العاشر من أغسطس عام 1792, عندما اقتحمت جماهير باريس قصر التويليري وطالبوا بإلغاء الملكية، أصدرت الجمعية التشريعية مرسومًا يقضي بتعليق حكم الملك لويس السادس عشر بشكل مؤقت ووقف دعوة انعقاد «المؤتمر الوطني» الذي من شأنه وضع الدستور. وفي نفس الوقت تقرر أن يتم انتخاب أعضاء المؤتمر من جموع الفرنسيين الذين يبلغون من العمر 25 عامًا أو يزيد والمقيمين لمدة عام في فرنسا والذين يعيشون من نتاج أعمالهم. ومن ثم كان المؤتمر الوطني هو أول جمعية فرنسية منتخبة عن طريق الاقتراع العام الذي شارك فيه الذكور بدون تمييز على أساس الطبقة فيما بعد تم تخفيض الحد الأدنى لسن الناخبين ليصل إلى 21 عامًا، وتثبيت سن الأهلية على 25 عاماً.
وانعقدت الجلسة الأولى في العشرين من سبتمبر عام 1792. وفي اليوم التالي، تم إلغاء الملكية الفرنسية. وبعد مرور ما يزيد قليلاً عن العام، أصبح الثاني والعشرون من سبتمبر التاريخ الأساسي للتقويم الثوري الفرنسي الجديد، أي بداية العام الأول من الجمهورية الفرنسية.

## الحكومة الثورية
استمر المؤتمر لمدة ثلاث سنوات وجاء بعد الجمعية الوطنية والجمعية التشريعية. بدأت حروب الثورة الفرنسية وبدا من الأفضل تأجيل تطبيق الدستور الجديد إلى حين يتم التوصل إلى سلام. وفي نفس الوقت، عمد المؤتمر إلى تمديد صلاحياته وزيادتها بشكل كبير لمواجهة الأخطار الملحة التي تهدد الجمهورية.
وعلى الرغم من أن المؤتمر كان عبارة عن جمعية تشريعية، إلا أنه أخذ لنفسه السلطة التنفيذية وعهد بها إلى أعضائه. كان هذا «الدمج بين السلطات» الذي يناقض النظريات الفلسفية – وخاصةً نظريات Montesquieu – التي ألهمت الثورة في البداية، أحد السمات الأساسية للمؤتمر. شكلت سلسلة من الإجراءات الاستثنائية التي تسبب فيها الدمج بين السلطات «الحكومة الثورية» بالمعنى الدقيق للكلمة، حيث تكون الحكومة في كامل نشاطها لا سيما أثناء عهد الإرهاب. عند مناقشة المؤتمر يجب أن نُفرِّق بين هذه الذرائع المؤقتة وبين التدابير الرامية إلى أن تستمر دائمًا.

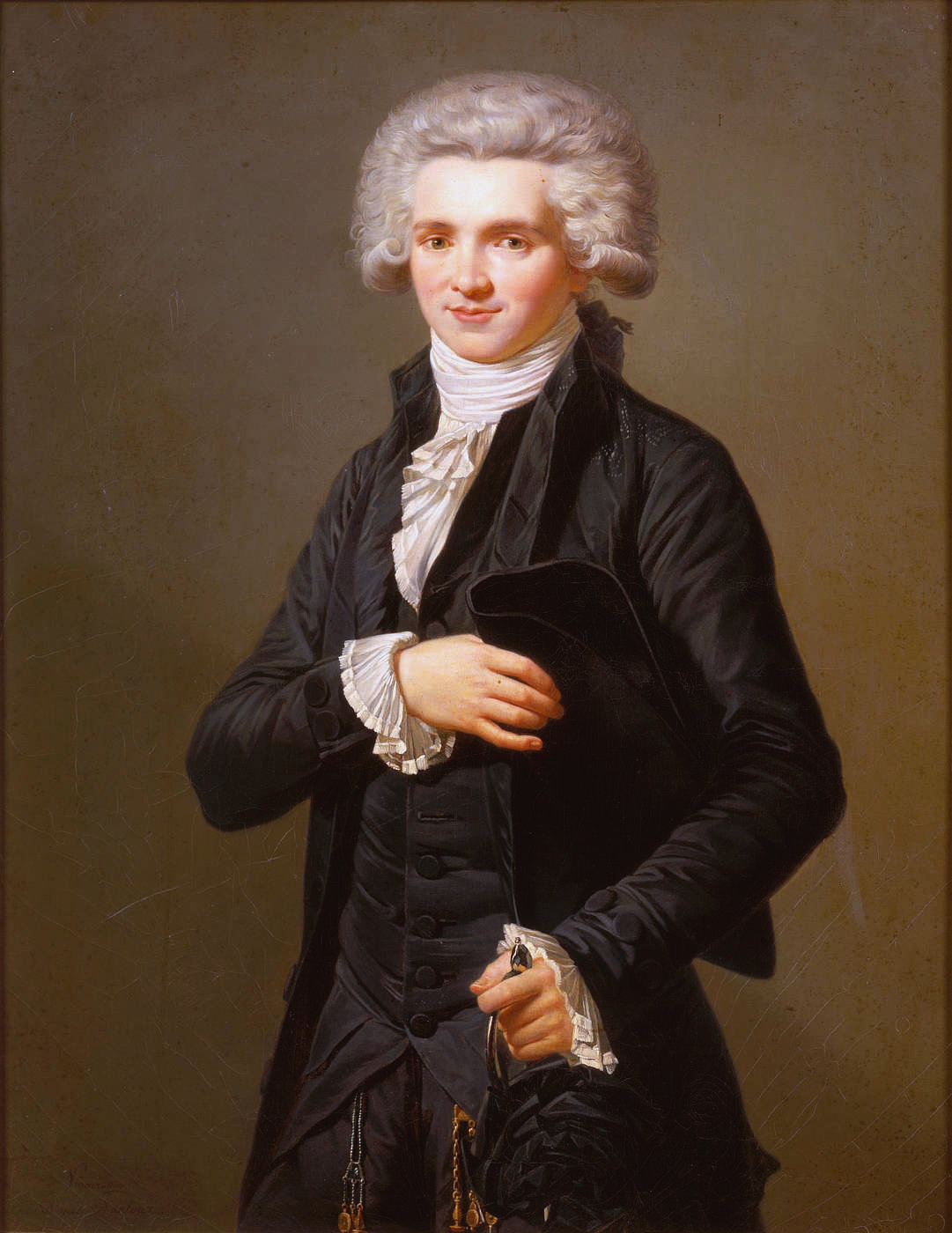
ماكسمليان روبسبير

مثَّلت السنوات الأولى في المؤتمر ذروة اهتمام النوادي السياسية الثورية مثل Jacobins وCordeliers; الذي تشكل بطريقة غير رسمية Girondists, وهذه النوادي على الرغم من مضي ذروة قوتها، إلا أنها كانت من العوامل المهمة. ومع اقتراب نهاية المؤتمر، كان أبرز أعضائه من كل تلك الجماعات قد فارقوا الحياة، وكان معظمهم ضحايا للإرهاب أو ردة فعل تيرميدور التي أنهت الإرهاب.

## الهيكل التنظيمي والعضوية
عقد المؤتمر أولى جلساته في قاعة Tuileries, ثم انتقل للانعقاد في Salle du Manège, وأخيرًا منذ العاشر من مايو 1793 انعقد في قاعة العروض (أو الآلة), وهي قاعة ضخمة كان الأعضاء يتناثرون فيها في حرية تامة. وكانت هذه القاعة الأخيرة تضم منابر للجماهير الذين كانوا يؤثرون على الحوار بالمقاطعة أو التصفيق.
كان أعضاء المؤتمر ينتمون إلى جميع شرائح المجتمع، إلا أن معظمهم كانوا محامين. ضمت الجمعية الوطنية التأسيسية 75 عضوًا و183 عضوًا في الجمعية التشريعية. بينما بلغ عدد الأعضاء بالكامل 749 عضوًا، دون احتساب الأعضاء الثلاثة والثلاثين من المستعمرات الذين كان عدد قليل فقط منهم يصل إلى باريس. وبجانب هؤلاء، كان من حق départements التي تشكلت مؤخرًا وانضمت إلى فرنسا بين عام 1792 و1795 أن تُرسل وفودًا. توفي عدد كبير من الأعضاء الأصليين أو قُتلوا أثناء المؤتمر، ولكن لم تُشغل كل مواقعهم من قِبل suppléants. وبدأ بعض الأعضاء الذين كانوا قد تم نفيهم أثناء الإرهاب في العودة بعد أن بدأ الانقلاب التشريعي في التاسع من Thermidor ردة فعل تيرميدور. وفي النهاية، تم نفي الكثير من الأعضا إما إلى départments أو إلى الجيوش، في بعثات كانت أحيانًا تستمر لفترات طويلة من الزمن. لكل هذه الأسباب، كان من الصعب تحديد عدد الأعضاء القائمين في تاريخ محدد، خاصةً وقد كان التصويت بنداء بالاسم نادرًا. وأثناء عهد الإرهاب، بلغ متوسط عدد من يقومون بالتصويت 250 عضوًا فقط.
ووفقًا للقرار الذي أصدره المؤتمر بنفسه، كان المؤتمر ينتخب رئيسًا له كل أسبوعين. ويكون رئيس المؤتمر مؤهلاً لإعادة انتخابه بعد انقضاء أسبوعين. كانت جلسات المؤتمر في العادة تنعقد في الصباح، ولكن في كثير من الأحيان كانت تنعقد الجلسات في المساء وتمتد حتى وقت متأخر من الليل. وفي بعض الأحيان في الظروف الاستثنائية، كان المؤتمر يُعلن أنه في حالة انعقاد دائم وتستمر الجلسة لعدة أيام دون انقطاع. كان المؤتمر يستخدم لجانًا في الأمور التشريعية والإدارية ويمنحها صلاحيات يتم تمديدها وتنظيمها بالقوانين المتعاقبة. وكان من أشهر هذه اللجان لجنة السلامة العامة ولجنة الأمن العام ولجنة التعليم.

## التراث
اختتم المقال الصادر عن المؤتمر والذي نُشر في موسوعة بريتانيكا (1911) بأن "عمل المؤتمر كان هائلاً في جميع فروع الشؤون العامة. لنفي بقدر هذه الجمعية دون إخلال، يجب على المرء أن يتذكر أن هذه الجمعية أنقذت فرنسا من الحرب الأهلية ومن الغزو وأنها أسست نظامًا للتعليم العام (متحف وÉcole Polytechnique وÉcole Normale Supérieure وÉcole des langues orientales وConservatoire), وأنشأت مؤسسات ذات أهمية كبرى مثل مؤسسة Grand Livre de la Dette publique, وأكدت على المكاسب الاجتماعية والسياسية للثورة." ومن خلال المرسوم الذي صدر في الرابع من فبراير عام 1794 (16 بلوفيوز) صدَّقت الجمعية على قانون 1793 بإلغاء العبودية في سانت دومينيك الذي أصدره المفوض المدني سنسونكس وبولفيرال، ونشر هذا المرسوم في جميع المستعمرات الفرنسية ولكن هذا لم يكن له تأثير على المارتينيك أو جزر جوادلوب وتم إلغاؤه بقانون العشرين من مايو عام 1802.

## وصلات خارجية
- Presidents of the National Convention: 1792–1795
- National Convention pamphlets and documents from the Ball State University Digital Media Repository